# Chiara Pierobon
Chiara Pierobon (* 21. Januar 1993 in Mirano, Italien; † 1. August 2015 in Ingolstadt, Deutschland) war eine italienische Radrennfahrerin, die seit 2013 dem Team Top Girls Fassa Bortolo angehörte.

## Leben und Karriere
Pierobon wurde im Jahre 1993 in der Gemeinde Mirano in der Region Venetien geboren und wuchs im wenige Kilometer entfernten Caselle de’ Ruffi, einem Ortsteil Santa Maria di Salas, auf. Im Erwachsenenbereich kam sie unter anderem für das Radsportteam der Società Ciclistica Vecchia Fontana, der sie von 2005 bis unter anderem im Jahre 2009 als damals 16-Jährige angehörte, zum Einsatz. Davor war sie bereits von 2003 bis 2004 in den Nachwuchsklassen G3 und G4 der GS Cicli Bernardi, bei der ihr Vater noch heute als Präsident im Amt ist, im Einsatz. In der Esordienti-Klasse wurde sie im Jahre 2006 italienischer Meister auf der Straße, 2007 folgten in dieser Nachwuchsklasse italienische Meistertitel im Sprint und Punktefahren. Im darauffolgenden Jahr folgten zahlreiche weitere, vor allem regionale, Erfolge; darunter nicht nur im Bahnsport, sondern vor allem auf der Straße. Nachdem sie bereits 2008 zahlreiche Podiumsplatzierungen verzeichnen konnte, schloss sie im nachfolgenden Jahr 2009 an die Erfolge an und konnte sich noch um einiges verbessern.
Nachdem sie 2010 dem Juniorinnenteam Avantec Artuso Breganze vom Breganze Ciclo Club 96 angehört hatte, wechselte sie im darauffolgenden Jahr zur Gemeinschaft GS Verso L’Iride Maccari Spumanti / SC Cadrezzate Guerciotti. Dort war sie im Jahre 2011 noch als Juniorin im Einsatz und gab im darauffolgenden Jahr 2012 ihr Debüt in der reinen Damenmannschaft, der sie allerdings auch nur in diesem Jahr bis zu ihrem Abgang zu den Top Girls Fassa Bortolo angehörte. Mit dem Team Top Girls Fassa Bortolo stellten sich weitere Erfolge der jungen Athletin ein, was unter anderem im Jahre 2014 zu einer Einberufung in den Nationalkader ihres Heimatlandes und einer Teilnahme als Reserve an den Weltmeisterschaften 2014 im spanischen Ponferrada führte. Im Juli 2015 beendete sie die Giro d’Italia Femminile auf dem 36. Gesamtrang und wurde Zehnte in der Juniorenwertung. In den beiden Jahren zuvor belegte sie in der Gesamtwertung der Giro d’Italia Femminile die Plätze 107 (2012) und 41 (2013).
Am 1. August 2015 war Pierobon mit ihrem Team auf dem Weg zu einem Weltcuprennen in Bochum, das als Vorbereitung auf die UEC-Straßen-Europameisterschaften der Junioren/U23 2015 im estnischen Tartu galt, als sie während der Fahrt plötzlich zusammenbrach. Nachdem sofort Erstmaßnahmen ergriffen worden waren, starb Pierobon auf dem Weg in ein Krankenhaus in Ingolstadt an Bord eines Helikopters an den Folgen einer Lungenembolie.